# أحمد جداعي
أحمد جداعي ولد في سنة 1957م في ولاية الجزائر وهو سياسي جزائري ينتمي إلى حزب جبهة القوى الاشتراكية.

## التكوين
وُلد أحمد جداعي خلال سنة 1957م في ولاية الجزائر.
وقد تابع دراسات جامعية في الطب ليتخصص بعدها في طب الجهاز البولي · .

## النضال السياسي
انخرط أحمد جداعي في جبهة القوى الاشتراكية خلال سنوات شبابه · .
وكان الأفافاس قد عينه كأمين وطني أول للحزب ابتداء من 2003م إلى غاية 2005م · .
كما شغل لعدة سنوات منصب عضو في ديوان المستشارين لدى الأمين الوطني الأول للحزب · .
أثناء الانتخابات التشريعية الجزائرية 1997م، تم انتخاب أحمد جداعي كنائب عن جبهة القوى الاشتراكية في المجلس الشعبي الوطني الجزائري عن ولاية الجزائر · .

## إشارات مرجعية
1. ↑  Ahmed Djeddai : « On reste debout jusqu’à ce que le pouvoir tombe » نسخة محفوظة 15 سبتمبر 2016 على موقع واي باك مشين.
2. ↑  La maladie d’Aït Ahmed au grand jour ? - La Dépêche de Kabylie نسخة محفوظة 15 سبتمبر 2016 على موقع واي باك مشين.
3. ↑  VITAMINEDZ - Source d'énergie locale نسخة محفوظة 15 سبتمبر 2016 على موقع واي باك مشين.
4. ↑  » Maintenance Mode نسخة محفوظة 20 سبتمبر 2016 على موقع واي باك مشين.
5. ↑  Djazairess : Ahmed Djeddai et Djoudi Mammeri sur le devant de la scène, Tabbou absent نسخة محفوظة 15 سبتمبر 2016 على موقع واي باك مشين.
6. ↑  Djazairess : AHMED DJEDDAI (FFS) : نسخة محفوظة 15 سبتمبر 2016 على موقع واي باك مشين.
7. ↑  Page non trouvée - Algérie Patriotique[وصلة مكسورة] نسخة محفوظة 2020-09-10 على موقع واي باك مشين.
8. ↑  » Maintenance Mode نسخة محفوظة 20 سبتمبر 2016 على موقع واي باك مشين.
9. ↑  FFS: Liste des membres du Secrétariat National - Journal "Le Jeune Algérien" | La Une نسخة محفوظة 11 أكتوبر 2016 على موقع واي باك مشين.
10. ↑  Djazairess : Ahmed Djeddaï futur premier secrétaire du FFS نسخة محفوظة 15 سبتمبر 2016 على موقع واي باك مشين.
11. ↑  Djazairess : FFS : Laskri forme son secrétariat national نسخة محفوظة 15 سبتمبر 2016 على موقع واي باك مشين.

### مواضيع ذات صلة
- قائمة نواب ولاية الجزائر
- جبهة القوى الاشتراكية
- قائمة أعلام الجزائريين
- حسين آيت أحمد
- علي مسيلي
- لخضر بورقعة
- مصطفى بوشاشي
- محند أمقران شريفي
- علي لعسكري
- رشيد حالت
- عزيز بلول
- سعيدة إيشالامان
- نورة محيوت
- حياة مزياني
- محمد نبو
- كريم طابو

### فيديوهات
- برنامج بوضوح : في ضيافة محمد نبو الآمين الوطني لحزب جبهة القوى الاشتراكية (الجزء 1) على يوتيوب.
- برنامج بوضوح : في ضيافة محمد نبو الآمين الوطني لحزب جبهة القوى الاشتراكية (الجزء 2) على يوتيوب.
- مائدة مستديرة لجبهة القوى الاشتراكية حول التنمية المحلية على يوتيوب.